# Хуньюань
Хуньюа́нь (кит. упр. 浑源, пиньинь Húnyuán, буквально: «исток реки Хуньхэ») — уезд городского округа Датун провинции Шаньси (КНР).

## История
Уезд был образован при империи Тан. При империи Цзинь в 1214 году была создана область Хуньюань (浑源州), а структуры уезда в 1267 году были расформированы.
После Синьхайской революции в Китае была произведена реформа структуры административного деления, в ходе которой области были упразднены, и область Хуньюань была преобразована в уезд Хуньюань.
После образования КНР уезд был включён в состав провинции Чахар. В 1952 году провинция Чахар была расформирована, и уезд был передан в провинцию Шаньси, оказавшись в составе Специального района Ябэй (雁北专区). В 1958 году к уезду Хуньюань был присоединён уезд Гуанлин. В 1959 году Специальный район Ябэй и Специальный район Синьсянь (忻县地区) были объединены в Специальный район Цзиньбэй (晋北专区).
В 1960 году уезды Гуанлин и Хуньюань вновь были разделены. В 1961 году Специальный район Цзиньбэй был вновь разделён на Специальный район Ябэй и Специальный район Синьсянь; уезд вновь оказался в составе специального района Ябэй. В 1970 году Специальный район Ябэй был переименован в Округ Ябэй (雁北地区). В 1993 году округ Ябэй был расформирован, и уезд вошёл в состав городского округа Датун.

## Административное деление
Уезд делится на 6 посёлков и 12 волостей.